# 藤原説貞
藤原 説貞（ふじわら の ときさだ）は、平安時代後期の武士。官職は陸奥権守。

## 略歴
前九年の役休戦中に、奥六郡を支配する俘囚長の安倍頼時の次男・貞任より、説貞の娘を嫁にという申し出があったが、身分の違いを理由により拒絶した。その矢先の天喜4年（1056年）阿久利川に野営中の説貞陣営で兵馬殺傷事件（阿久利川事件）が起きる。説貞は結婚拒絶の遺恨であろうと陸奥守・源頼義に讒言した。頼義は貞任を差し出すよう命じたが、頼時が応じなかったため、再び開戦する原因となった。

## 登場作品
- 炎立つ (1993年-1994年、NHK大河ドラマ)、演 : 平泉成